# BTR-4
BTR-4(ウクライナ語: БТR-4)は、ウクライナで開発された装輪装甲車。他国の同級車種と同様に水陸両用性能を備えている。

## 概要
国営のO・O・モローゾウ記念ハルキウ機械製造設計局で開発され、2006年6月「アヴィアスヴィート 2006」で発表された。
BTR-60・70・80装甲兵員輸送車シリーズでは後部が機関室になっていたが、BTR-4は前部から乗員室、機関室、兵員/貨物室というレイアウトに変更されている。そのため、車体側面ハッチは廃止され、兵員の乗降は上部ハッチ又は車体後部のハッチから行なう。エンジンは、ドイツのDeutz社製の3TDディーゼルエンジンを搭載している。
装甲兵員輸送車型、指揮車型、偵察車型、装甲回収車型、装甲救急車型、自走迫撃砲型などの派生型が開発されている。
ウクライナの装輪装甲車は、BTR-4の他にBTRシリーズの発展型である国産のBTR-94とBTR-3が輸出向けに開発されているが、これらはBTR-4と違い原型のBTR-80の影響を色濃く残している。ウクライナ軍はBTR-4の開発時期にロシア連邦のGAZ製BTR-90を比較試験目的で導入している。

## 派生型
BTR-4
装甲兵員輸送車型
BTR-4K
指揮車型
BTR-4Ksh
司令部型。12.7mm機関銃 1挺、乗員 7名（操縦手、車長、司令官、司令部要員 4名)。
BREM-4K
装甲回収車型
BSEM-4K
装甲救急車型
MOP-4K
120mm自走迫撃砲型。120mm迫撃砲 1門、12.7mm機関銃 1挺。

## 運用国
- ウクライナ
- インドネシア - 2024年時点で、インドネシア海兵隊が2両のBTR-4、3両のBTR-4Mを保有[1]。
- イラク